# Catherine Taber
Catherine Taber (née le 30 décembre 1979) est une actrice américaine.

## Biographie
Catherine Taber a entre autres prêté sa voix au personnage de Padmé Amidala dans le film animé Star Wars: The Clone Wars, sorti en 2008 aux États-Unis par la société Lucasfilm Animation et réalisé par Dave Filoni.

## Filmographie
- Star Wars: The Clone Wars

## Jeux vidéos
- Star Wars: Knights of the old republic: Mission Vao